# Réserve intégrale du Mont Jefferson
La réserve intégrale du Mont Jefferson (anglais : Mount Jefferson Wilderness) est une zone restée à l'état sauvage et protégée située autour du mont Jefferson, au centre de la Chaîne des Cascades, dans l'Oregon (États-Unis). Elle a été créée en 1968 par le Congrès des États-Unis, selon le Wilderness Act. Cette zone protégée est grande de 449,9 km2 et s'étend sur les forêts de Willamette et la Deschutes, ainsi que celle du Mont Hood. Elle est gérée par le service des forêts des États-Unis. C'est le second espace protégé le plus visité dans l'Oregon après celui des Three Sisters.

## Géographie
Culminant à 3 199 m d'altitude, le mont Jefferson est le second sommet le plus élevé de l'Oregon.
C'est un stratovolcan, ceinturé par 5 glaciers - Whitewater, Waldo, Milk Creek, Russell, et Jefferson Park. On y retrouve aussi le Three Fingered Jack.

## Faune et flore

### Flore
Elle est composée de pseudotsugas, de sapins blancs, de sapins subalpins, de pruches de l'Ouest, de pins tordus, de pins ponderosas, et de nombreuses espèces de cèdres, et d'acer circinatum, de rhododendrons. On y retrouve de nombreuses espèces de lys, des xerophyllum tenax et lupins.

### Faune
Il y vit de nombreux cervidés, des ours noir, des coyotes et pygargues à tête blanche.

## Activités
On peut y pratiquer le camping, la randonnée pédestre, l'escalade, et d'autres activités.
L'aire est traversée par 310 km de sentiers, dont 64 km par le Pacific Crest Trail.